# Saint-Symphorien-des-Bruyères
Saint-Symphorien-des-Bruyères è un comune francese di 506 abitanti situato nel dipartimento dell'Orne nella regione della Normandia.

## Società

### Evoluzione demografica
Abitanti censiti